# جری اورباک
جری اورباک (به انگلیسی: Jerry Orbach؛ ۲۰ اکتبر ۱۹۳۵ – ۲۸ دسامبر ۲۰۰۴) هنرپیشه اهل ایالات متحده آمریکا بود. وی بین سال‌های ۱۹۵۵ تا ۲۰۰۴ میلادی فعالیت می‌کرد.

## گزیده فیلمشناسی
از فیلم‌ها یا برنامه‌های تلویزیونی که وی در آن نقش داشته‌است می‌توان به آثار زیر اشاره کرد.
- اپرای سه‌پولی (۱۹۶۱–۱۹۵۵)
- چرخ‌وفلک (موزیکال) (۱۹۶۵ )
- شیکاگو (موزیکال) (۱۹۷۵–۱۹۷۷)
- مردها و عروسک‌ها (۱۹۵۵)
- مارتی (۱۹۵۵)
- سنتینل (فیلم ۱۹۷۷) (۱۹۷۷)
- شاهزاده شهر (۱۹۸۱)
- میلیون‌ها بروسترس (۱۹۸۵)
- غرب رؤیایی (۱۹۸۶)
- رقص کثیف (۱۹۸۷)
- کسی برای محافظت از من (فیلم) (۱۹۸۷)
- آخرین خروجی به بروکلین (۱۹۸۹)
- جنایت و جنحه (۱۹۸۹)
- در جستجوی عدالت (۱۹۹۱)
- دیو و دلبر (۱۹۹۱)
- سرباز جهانی (۱۹۹۲)
- باشگاه گورستان (۱۹۹۳)
- علاءالدین و شاه دزدان (۱۹۹۶)
- دیو و دلبر: کریسمس سحرانگیز (۱۹۹۷)
- دنیای جادویی بل (۱۹۹۸)
- قهوه چینی (۲۰۰۰)
- شاهزاده سنترال پارک (۲۰۰۰)
- دیو و دلبر (فیلم ۱۹۹۱) (۲۰۰۲)
- کوجک (۱۹۷۵)
- فریژر (۱۹۹۶)